# Christian Theiss
Johann Christian Theis(s) (* 15. Januar 1802 in Gladenbach; † 27. Oktober 1873 ebenda) war ein hessischer Kaufmann und Politiker und Abgeordneter der 2. Kammer der Landstände des Großherzogtums Hessen.
Christian Theiss war der Sohn des Krämers und Wirts Jacob Theiss und dessen Ehefrau Philippine, geborene Völker. Theiss, der evangelischen Glaubens war, war Kaufmann in Gladenbach und heiratete in erster Ehe Christine Louise geborene Jüngst und in zweiter Ehe Wilhemine Louise geborene Lang.
Von 1849 bis 1850 gehörte er der Zweiten Kammer der Landstände an. Er wurde für den Wahlbezirk Oberhessen 4/Gladenbach gewählt. 1868 bis 1871 war er Abgeordneter im Nassauischen Kommunallandtag für den Kreis Biedenkopf, in dessen Kreistag er bis zu seinem Tod saß. Im Kommunallandtag war er Mitglied im Eingaben- und im Landesbanksonderausschuss. 1871 verlor er sein Mandat durch Losentscheid. Sein Sohn Adolf Theis (1842–1924) wurde später ebenfalls Kreistagsabgeordneter und Mitglied im Kommunallandtag und Landesausschuss.